# Naissance en 862
Naissance
- 858
- 859
- 860
- 861
- 862
- 863
- 864
- 865
- 866

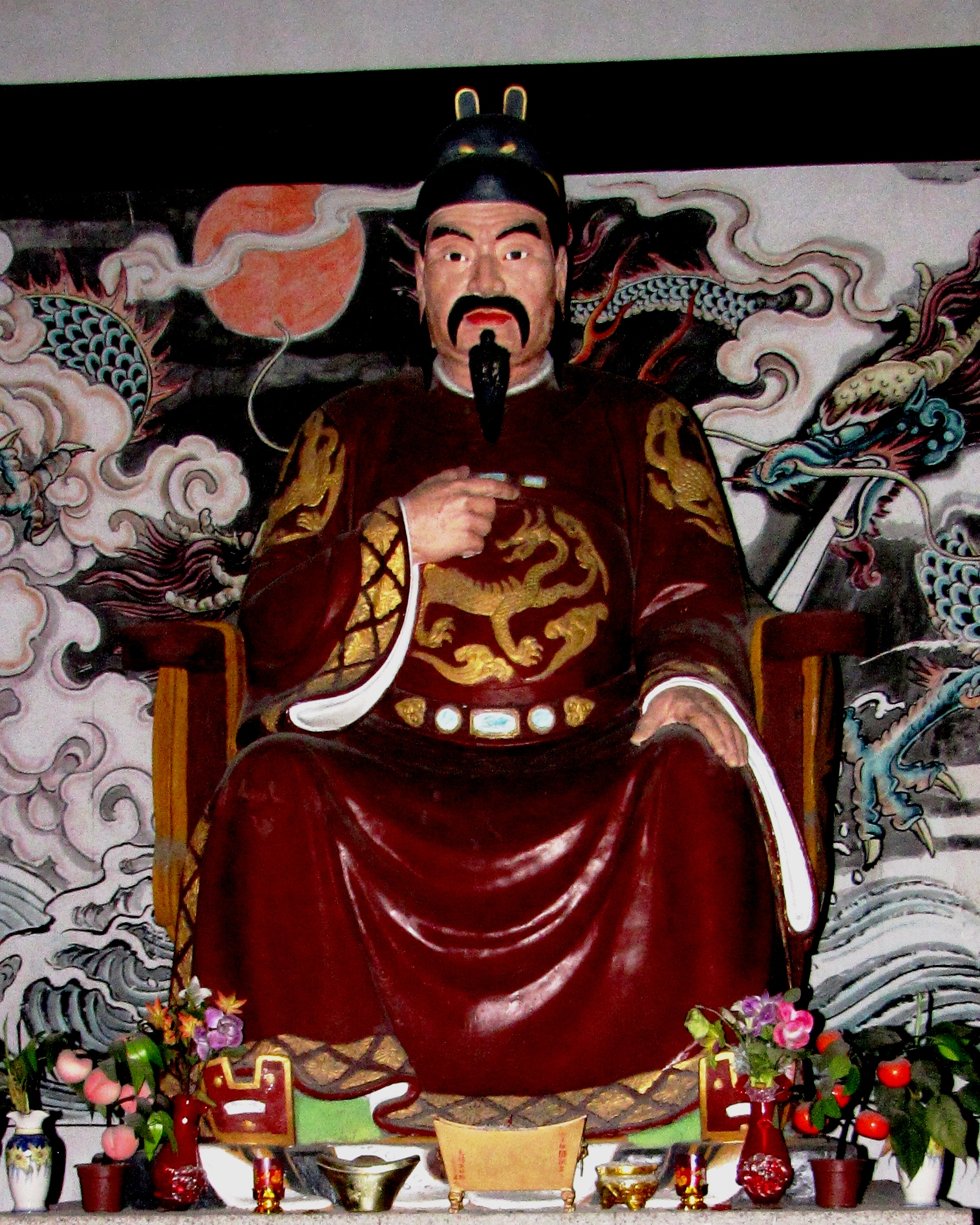
né en 862.

Cette page dresse une liste de personnalités nées au cours de l'année 862 :
- 8 juin : Tang Xizong, empereur chinois taoïste de la dynastie Tang.

- Li Cunxin (en), général chinois au service du gouverneur Li Keyong (en).
- Li Cunshen (en), major-général chinois, durant la période des Cinq Dynasties et des Dix Royaumes.
- Wang Chuzhi, seigneur de guerre chinois.
- Wang Shenzhi (en), empereur chinois, fondateur du royaume Min.
- Xiao Qing (en), ministre chinois.
- Xu Wen (en), major-général chinois.
- Zhou Ben (en), général chinois (royaume Wu)

## Crédit d'auteurs
- Cet article est partiellement ou en totalité issu de l'article intitulé « 862 » (voir la liste des auteurs).